# Massow
Massow è una frazione del comune di Eldetal nel Meclemburgo-Pomerania Anteriore, in Germania.
Già comune autonomo faceva parte del circondario della Terra dei Laghi del Meclemburgo  e della comunità amministrativa (Amt) di Röbel-Müritz.
Il 26 maggio del 2019 è stato unito ai comuni di Grabow-Below, Wredenhagen e Zepkow per costituire il comune di Eldetal.
Dà il nome al lago (Lago di Massow) su cui si affaccia.